# Santana de Cambas
Pour les articles homonymes, voir Santana.
Santana de Cambas est une paroisse civile portugaise (en portugais : freguesia) de la municipalité de Mértola dans le district de Beja.

## Géographie

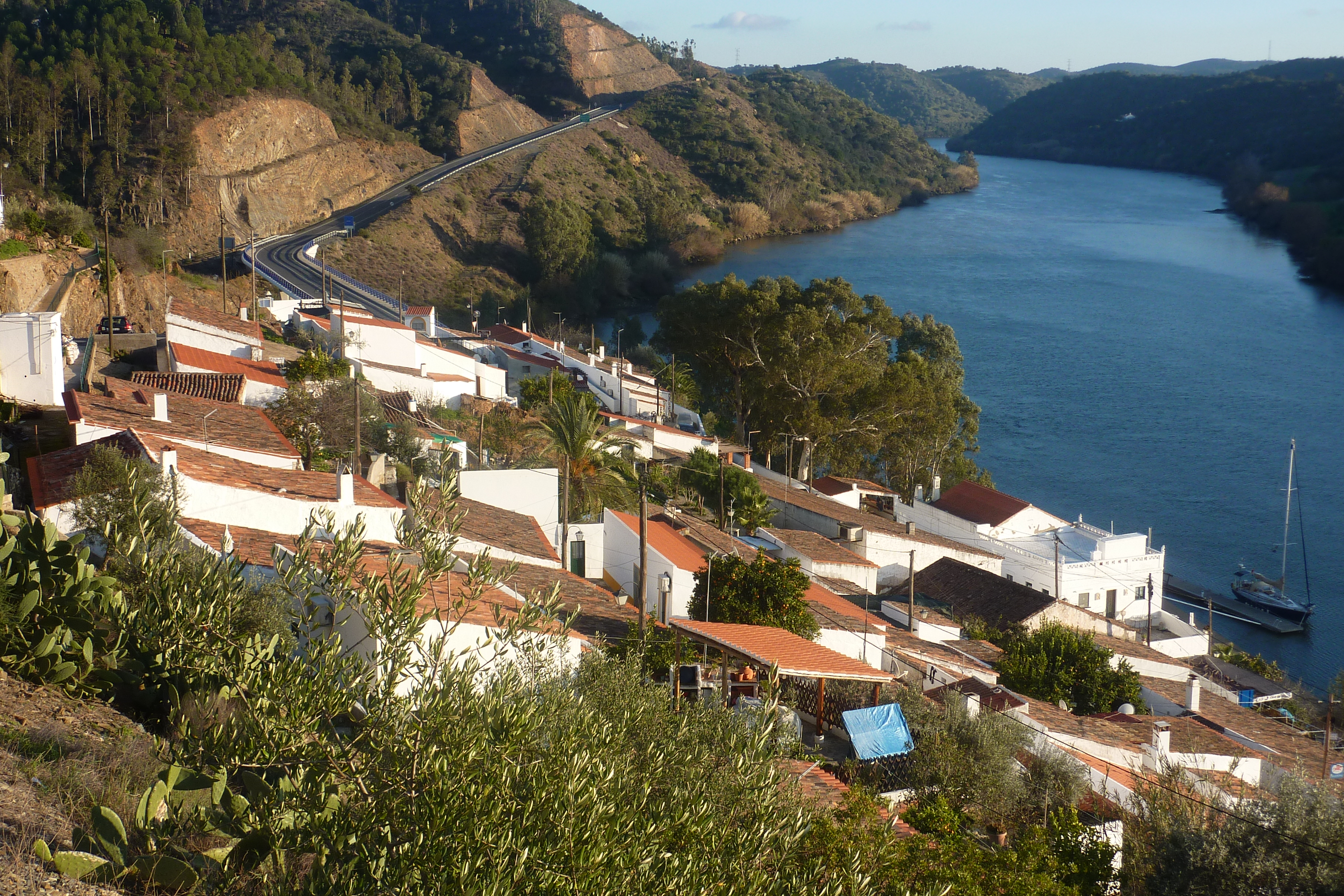
Le village de Pomarão.

Santana de Cambas se trouve au sud-est de Mértola.
Son territoire est délimité au sud par le Guadiana et à l'est par la rivière Chanza (en) (ou Chança), affluent du Guadiana qui sépare Santana de Cambas de l'Espagne. Les deux cours d'eau confluent au sud-est de la paroisse, près du village de Pomarão. Ce village est relié à l'Espagne par le pont international du bas Guadiana (en).
L'ouest de Santana de Cambas se trouve dans le parc naturel de la vallée du Guadiana (en).

## Démographie
Lors du recensement de 2021, Santana de Cambas compte 750 habitants.